# Antodice picta
Antodice picta là một loài bọ cánh cứng trong họ Cerambycidae.